# Distrito Escolar Independiente de Pearland

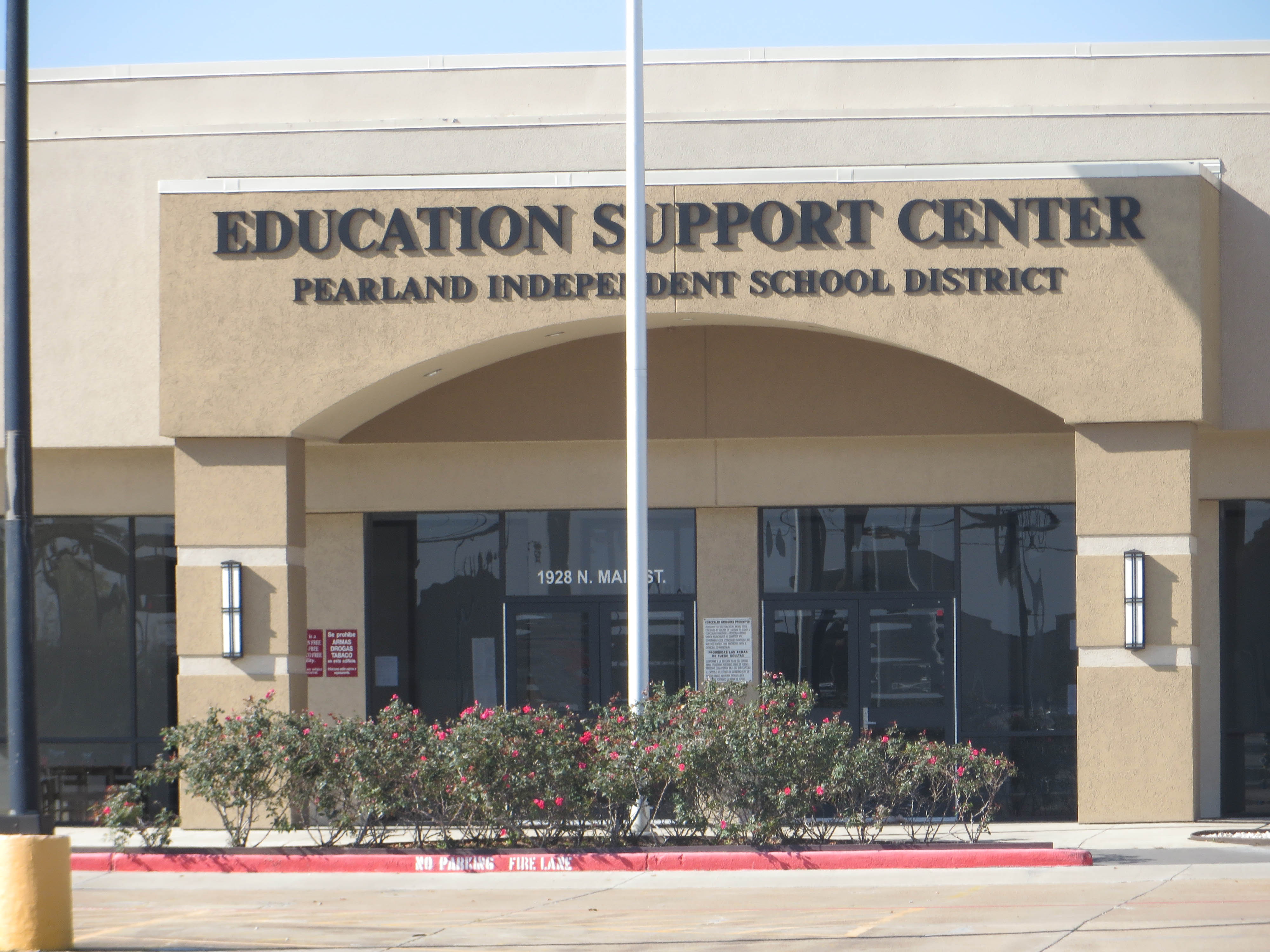
El Education Support Center (Centro de Apoyo de Educación), la sede del distrito

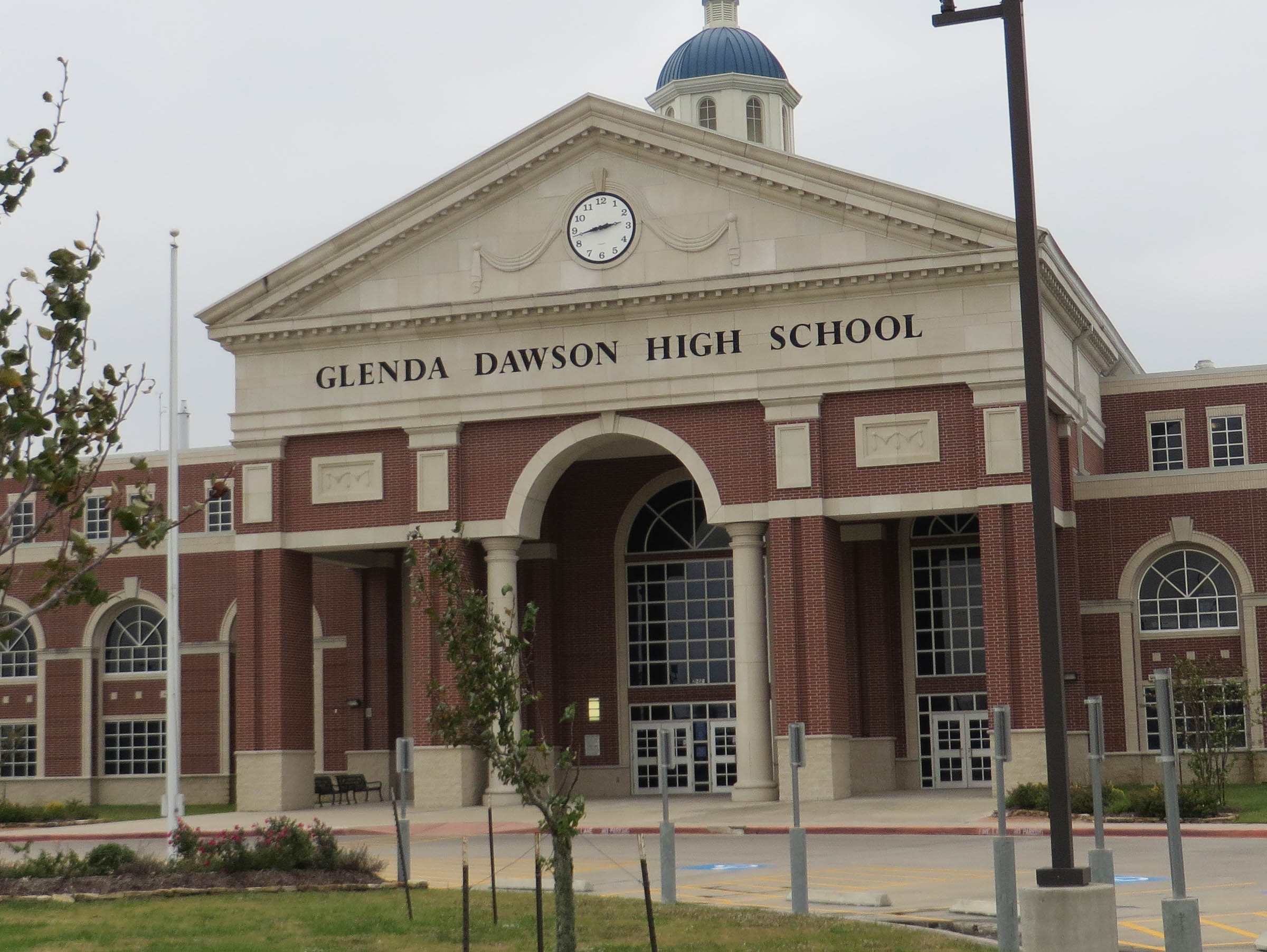
Glenda Dawson High School (Glenda Dawson High School)

El Distrito Escolar Independiente de Pearland (Pearland Independent School District) es un distrito escolar de Texas. Tiene su sede en Pearland. El consejo escolar del distrito tiene un presidente, un vicepresidente, un secretario, y cuatro miembros. El distrito gestiona 11 escuelas primarias, cuatro escuelas intermedias, 4 escuelas secundarias, y tres escuelas secundarias. 